# Frederick (Colorado)
Frederick ist eine Statutory Town im Weld County, Colorado, USA. Beim United States Census 2020 betrug die Einwohnerzahl 14.513 Einwohner. 

## Geographie
Nach Angaben des United States Census Bureau hat die Stadt eine Gesamtfläche von 22,5 km², von denen 99 % (22,3 km²) Landmassen und 1 % (0,2 km²) Wassermassen sind.

## Geschichte
Die Stadt wurde nach dem Landbesitzer Frederick A. Clark benannt. Nachdem sich die Stadt am 9. September 1908 für unabhängig erklärte, war Frederick eine Kohlenbergbaustadt. Sie lockte in dieser Funktion viele aus Italien, Frankreich, Griechenland, Türkei und verschiedenen slawischen Ländern an.

## Liste der Bürgermeister
| Name                | Amtsdauer          |
| ------------------- | ------------------ |
| Tracie Crites       | seit 2020          |
| Eric Doering        | 2004- ???          |
| Richard P. Wyatt    | 2002–2004          |
| Edward J. Tagliente | 1990–2002          |
| Mary Jane Hall      | 1988–1990          |
| Floyd A. Larkin     | 1987–1988          |
| Holly Wm. Hall      | 1983–1987          |
| Edward J. Tagliente | 1980–1983          |
| Holly Wm. Hall      | 1978–1980          |
| Edward J. Tagliente | 1977–1978          |
| Holly Wm. Hall      | 1974–1977          |
| John Di Gregorio    | 1969–1974          |
| Holly Wm. Hall      | 1965–1969          |
| James M. Crist      | 1961–1965          |
| A.J. Hicks          | 1956–1961          |
| Lewis Williams      | 1954–1956          |
| I.W. Thompson       | 1949–1954          |
| William G. Workman  | 1948–1949          |
| I.W. Thompson       | Juli 1945–1948     |
| John Dunmire        | Aug 1944–Juli 1945 |
| R.H. Stanger        | 1944–Aug 1944      |
| F.L. Behymer        | 1942–1944          |
| John L. Dunmire     | 1941–1942          |
| Charles Liley       | 1936–1941          |
| L. J. Beynon        | 1932–1936          |
| Dr. F. H. McCabe    | 1930–1932          |
| M. F. Sweeney       | 1928–1930          |
| George Laughlin     | 1926–1928          |
| Newton Nicholson    | 1924–1926          |
| Dr. Leyda           | 1921–1924          |
| J. P. Cassidy       | 1920–1921          |
| E. H. Whiles        | 1915–1920          |
| Charles Alaux, Jr.  | 1914–1915          |
| E. H. Whiles        | 1913–1914          |